# Amelora pachyspila
Amelora pachyspila là một loài bướm đêm trong họ Geometridae.